# Моли Кодери
Моли Кодери (енгл. Molly Caudery; Труро, 17. март 2000.) је енглеска атлетичарка која се такмичи у скоку с мотком. Кодери је светска првакиња у дворани 2024. Такође је освојила сребрну медаљу на Играма Комонвелта 2022. и бронзану медаљу на Европском првенству 2024. године.
Кодери држи британски национални рекорд у скоку мотком са висином од 4,92 м.

## Атлетска каријера
Кодери је 2017. године освојила сребрну медаљу на Европском првенству за јуниоре у Гросету. Кодери је 2021. освојила сребрну медаљу на Европском првенству за млађе сениоре у Талину.
На Светском првенству 2023. у Будимпешти завршила је као пета у финалу прескочивши 4,75 м. 2. марта 2024. освојила је златну медаљу на Светском првенству у дворани у Глазгову скоком од 4,80 м. Постала је тако прва светска шампионка из Велике Британије у овој дисциплини.
Кодери је освојила бронзу на Европском првенству 2024. у Риму, 10. јуна 2024. са резултатом 4,73 м. Она је поставила нови британски рекорд од 4,92 м на митингу у Тулузу у Француској 22. јуна 2024. На Олимпијским играма 2024. у Паризу није се квалификовала у финале након што је три пута рушила на својој почетној висини од 4,55 м.

## Међународна такмичења
| Година | Такмичење                           | Место                           | Позиција | Дисциплина  | Резултат     | Белешка |
| ------ | ----------------------------------- | ------------------------------- | -------- | ----------- | ------------ | ------- |
| 2017   | Европско првенство за јуниоре       | Гросето, Италија                | 2.       | Скок мотком | 4.35 м       |         |
| 2018   | Игре Комонвелта                     | Гоулд Коуст, Аустралија         | 5.       | Скок мотком | 4.40 м       |         |
| 2018   | Светско првенство за јуниоре        | Тампере, Финска                 | 9.       | Скок мотком | 4.10 м       |         |
| 2021   | Европско првенство за млађе сениоре | Талин, Естонија                 | 2.       | Скок мотком | 4.45 м       |         |
| 2021   | Европско екипно првенство           | Хожов, Пољска                   | 3.       | Скок мотком | 4.35 м       |         |
| 2022   | Игре Комонвелта                     | Бирмингем, Уједињено Краљевство | 2.       | Скок мотком | 4.45 м       |         |
| 2022   | Европско првенство                  | Берлин, Немачка                 | 7.       | Скок мотком | 4.55 м       |         |
| 2023   | Светско првенство                   | Будимпешта, Мађарска            | 5.       | Скок мотком | 4.75 м       |         |
| 2024   | Светско првенство у дворани         | Глазгов, Уједињено Краљевство   | 1.       | Скок мотком | 4.80 м       |         |
| 2024   | Европско првенство                  | Рим, Италија                    | 3.       | Скок мотком | 4.73 м       |         |
| 2024   | Олимпијске игре                     | Париз, Француска                | –        | Скок мотком | Без пласмана |         |